# Exitianus luctuosus
Exitianus luctuosus är en insektsart som beskrevs av Carl Stål 1895. Exitianus luctuosus ingår i släktet Exitianus och familjen dvärgstritar. Inga underarter finns listade i Catalogue of Life.